# 緋彈的亞莉亞角色列表
此列表是《緋彈的亞莉亞》內的登場人物的介紹，中文譯名以尖端出版之繁體中文版為準。

## 巴斯克維爾（小隊）
遠山金次（聲：間島淳司）
本作的男主角。在東京武偵高中時為2年A班，學號23號，專門科目是偵探科，等級為E級。「巴斯克維爾」小隊隊長（修學旅行II結束後遭強制退出）。中學時期就讀神奈川武偵高中附屬國中。遠山金四郎的子孫，被閻認為也可能有源賴光的血統。至1年級第2學期主修強襲科，第3學期轉到偵探科。老家在東京都巢鴨，卻還要當寄宿學生，原因是「不太喜歡電車」。獨自居住在東京武偵高中第三男生宿舍戰妹為風魔陽菜。被理子暱稱為「欽欽」（後來更暱稱爆發模式下的金次為「爆發金」）。與哥哥遠山金一合稱遠山兄弟。喜歡吃的是咖喱飯。重視的是能包容一切的親情。在荷蘭時會講流利美式英語。
普通又平凡的武偵高中男子高中生，但患有嚴重家族遺傳疾病學者症候群，其兄遠山金一將此命名為H.S.S.（Hysteria Savant-Syndrome，通稱“爆發模式”）。體質上對藥物不太敏感，麻醉藥對他無效。在中學時代上下兩顆槽牙曾被蟲蛀而換上了硬化陶瓷齒冠的槽牙。
在武偵高中，特別是強襲科和教務科，認為金次在戰鬥方面有卓越的才能，暗中對金次青睐有加，但害怕引起金次反感而沒有公開。
據綴梅子和蕾姬所述，金次具有優秀領導才能的超凡魅力的潛力，在緊急情況下會顯出領導風範。儘管他本人不太注意，不過後來萬能武人襲擊新幹線事件時將其完全發揮，不慌不忙地分配在場武偵的任務並使他們各盡其能地解決困難。
據華生所述，有關金次的情報相當少，價錢頗高。並指出金次是東京武偵高校的問題兒童，但在戰鬥方面，特別在近身戰之中有超群的資質，有著成為加奈級的專家，甚至有超越她的可能。超人排行排在41名，更有破壞伊・幽和極東戰役的功績。又被稱「哿」（Enable），被部份眷屬稱為「被詛咒的男人」。
因在過去就讀神奈川武偵高中附屬國中時期被周圍知道爆發模式的女孩子們以「強制」方式使他進入爆發模式，迫使他執行她們所謂的「正義」，一旦企圖表示出反抗態度就會被成群攻擊而令金次對爆發模式有陰影，並將自己定義為不幸男以及無視女性，造成不擅社交和與他人（尤其是女性）保持距離的性格，武偵高裏的女生也經常因而在背地裏說他壞話。再加上在哥哥於浦賀灣海難事故死亡以後，對哥哥作為武偵卻沒能防範事件於未然而遭受許多媒體與大眾的輿論，導致金次對武偵一業產生消極的想法；雙重壓力下萌生逃避的念頭而決心轉為偵探科，並打算轉學到普通高中過普通的學園生活。除了對哥哥的事變得敏感，性格也變得陰沉起來，亦比其他人更向往和平。直到遇上亞莉亞並得知其母親被誣陷為武偵殺手而入獄才開始協助她解决伊・幽事件，雖然曾在東方號內被叛變的亞莉亞要他回去以後辭職，但當時自己仍然是武偵又與亞莉亞是夥伴的他仍不放棄迫使她回心轉意。後來與詐死的哥哥再會，但受到他企圖殺死亞莉亞影響，反而加深他放棄武偵的想法。其後在文化祭上提及極東戰役將會是他的收山之戰。
在東京武偵高中入學考試時，因白雪的關係意外啟動爆發模式而把在場的考生和考官一併打倒（峰理子當時也是考生之一），所以強襲科的學生對他存有一定程度的敬意（當時被評為S級）。
喜歡亞莉亞，因亞莉亞不擅長戀愛話題，以及覺得總有一天亞莉亞會離開，所以不打算說出口。亞莉亞被其曾祖父夏洛克帶走的刺激下首次啟動狂怒模式，在華生與亞莉亞的互動刺激下直接啟動狂怒模式。之後才開始對亞莉亞展開較積極的行動。
據他所述，與他扯上深刻關係的女性，身上都會有一種體香讓他著迷：亞莉亞是梔子花，白雪是桃子，理子是香草，蕾姬是薄荷，華生是肉桂，金女是一般市售的牛奶糖，貞德則是柑橘。在和「孫」戰鬥時確信，自己對年長的女性比較有感覺，也較容易進入爆發模式。
極東戰役中被迫代表巴斯克維爾加入「師團」。
在GⅣ出現以後，雖然被她稱作哥哥，並在巴士採訪所逼下給她命名為遠山金女，但事實上卻在心中不承認她是自己的妹妹（直到體育祭以後仍不承認），給她名字也只因情況緊急。但為了防止金女被美國派來的追蹤者抓回去研究所並且「廢棄」處理而決定讓她繼續住在其房間下。在與GⅢ一戰以後正式承認他是其妹妹。
初期使用武器是哥哥留下的蝴蝶刀（表面鍍有色金）和衝鋒手槍化的貝瑞塔M-92FS不鏽鋼型手槍（槍械彈藥：9×19公釐帕拉貝倫彈，由平賀文違法改造後可全自動及三發點放射擊，通稱「金次樣式」，雙槍時由右手握持），搭配皮帶上內藏的鋼索。第六卷新增一把大英帝國珍寶—石中劍（外觀為薩克遜長劍，由特殊金屬製成，比外觀更重，鋒利得足以插穿導彈的合金外殼；原是夏洛克·福爾摩斯所有，第五卷夏洛克失蹤後被金次拿走，由平賀文改造為雙刃劍）和衝鋒手槍化的以色列武器工業的沙漠之鷹手槍（金次父親的遺物，槍械彈藥：.50 AE，也由平賀文違法改造成「金次樣式」，只有在爆發模式下才可以使用，雙槍時由左手握持，利用其后坐力更可短暫在半空上）。第八卷搭配了被平賀文命名為「大蛇」的特製開指手套（在第八卷時是一隻，第十卷為一雙）；手背有東京武偵高校校徽，手套以克維拉防彈纖維製成，食、中指部分加上彈頭用的碳化鎢，以輔助金次在爆發模式及其衍生型態下使用特殊技法「空手偏彈」改變子彈軌跡而不會扭傷手指。第十卷再新增由平賀文所研製的「纖維彈」。
克羅梅德爾·貝爾蒙多
金次扮女裝時容姿端正的黑髮美女。假名的由來是《銀河鐵道999》的主題曲的黑髮造型。設定上出身在荷蘭。膨脹的胸部則是用過期麵包墊著。語調基本上是敬語，但生氣時會變成男性語調。
神崎·H·亞莉亞（聲：釘宮理惠）
本作的女主角。東京武偵高中3年級生，專門科目是強襲科，等級為S級，「巴斯克維爾」小隊副隊長，又稱「雙劍雙槍的亞莉亞」，前倫敦武偵局成員。戰姐妹為間宮明里。14歲開始在倫敦武偵局作為武偵在歐洲各地活動，期間99次事件中只需1次強襲就將目標犯人逮捕，精通17種語言。因母親被誣衊為武偵殺手而被判刑864年，為還母親神崎香苗清白而追查伊・幽，並從英國來到了母親的羈押地—日本東京，並轉入了東京武偵高中。
全名神崎·福爾摩斯·亞莉亞，夏洛克·福爾摩斯的子孫，家族歷史150年。在其武偵手冊之中，放著一張由其父親給她的夏洛克·福爾摩斯的單色照片，作為她寶貴的心靈支柱。她本人亦認為其曾祖父夏洛克就像神一樣。可惜沒有遺傳到福爾摩斯的推理能力，只相信其「直覺」，被家族視為不良品。她本人對此極度在意，需要一位可靠的夥伴來支援她。
體型矮小與小學生相似，像人偶一樣，甚至很適合穿小學生服裝，只有65A上圍的貧乳，使用集中托高型胸罩，想把身為A罩杯的身材偽裝成B罩杯，但可憐的是，因為「料」太少了，造成“只有胸罩是B罩杯”的慘劇。以前曾經玩梭哈輸給妹妹，而懲罰遊戲就是從那之後都一直要穿撲克牌花紋的內衣褲。個性強勢，弱點是不會游泳和害怕打雷。頭上的角型髮飾是為了藏藥和藏子彈。但其後在第十七卷時真的從頭上生出小角。對戀愛的相關話題沒有抵抗力，食物都要桃饅口味。美型的滑溜高額頭是她的賣點之一，曾登上義大利的女性目錄雜誌。但第一次與金次的行動中，額頭上留下疤痕，後以瀏海蓋住。另外背部左邊有一個舊槍傷。
在受緋彈影響前的長相（12歲時）原為金（亞麻色）髮碧眼。與曾祖父夏洛克交戰時，被夏洛克通過歷鏡對三年前（13歲時）的亞莉亞植入令普通人變為強大超能力者的奇異金屬—緋金獲得在某種條件下能使用各種超能力的異能，同時令她的身體成長減緩，頭髮轉變成粉金色，而眼轉變成赤紫色。
與金次相反，遇到異性會自亂陣腳，還會極速面紅。從不聽別人的意見，處事獨斷獨行，所以很難找到朋友。稱金次為「奴隸」，被金女暱稱為「矮冬瓜」。
喜歡金次。
她認為蕾姬是自己的朋友，因巴士劫持事件時得到蕾姬幫助，而與白雪吵架離家出走時的她也是住在蕾姬的房間。但是在天台看到金次被蕾姬強行接吻，又在校園網上看到蕾姬遞交了與金次組成二人小隊的申請後，與蕾姬交戰後並绝交。直到後來在金次以「王车易位」把亞莉亞和蕾姬兩人的手臂勾在一起，並且把她們的位置對調期間，曾使她們的手握在一起，並將炮娘和狙姐擊敗時，兩人再度和好。而在小隊的申請截止當天亞莉亞亦與蕾姬復交。但事實上她仍在意金次與蕾姬之間的婚約。
在東京武偵高第一學期開學典禮當天，在危急之際救下金次，首次與金次相遇時發覺了他的實力。後來搬入金次的居所。把遠山金次的爆發模式誤解為雙重人格，認為爆發模式是金次戰鬥時的緊張狀態下才會發動，但在第十七卷末聽到金次與金一的對話而知道了爆發模式。
當夏洛克就在她的眼前時，在陷入極度矛盾並且没有反抗以下被夏洛克帶往伊・幽的根據地東方號上。處於混亂狀態下的亞莉亞中背叛了金次，金次好不容易使她再協助他逮捕夏洛克。
與曾祖父夏洛克交戰時，被夏洛克通過歷鏡對三年前（13歲時）的亞莉亞植入令普通人變為強大超能力者的奇異金屬—緋金，並且繼承其稱號後成為「緋彈的亞莉亞」。為夏洛克進行的緋色的研究中預言的「超超能力者」，是有如掌握神一般力量的超人。在色金界之中甚至叫著女神降臨。然而，在宣戰會議時貿然衝入空地島而被希爾達襲擊並導致殼金七星分解，並被眷屬成員奪走6片，並且陷入轉變成緋緋神的危機，在十七卷末才知道金次有爆發模式，跟金次表白自己的心意時變成了緋緋神，金次與金一的合作對抗緋緋神以後暫時變回原樣。之後為了尋求關於色金的資訊，與間宮明里一起飛回倫敦。在倫敦被初次會面霍華德王子已排R位武偵的稱號和被婚約方式迫近，不過與鬼的戰鬥中，看到金次真愛的霍華德而被解護衛的職（任）務，並授予了即使不服侍R排位授予的推薦書。之後為得到色金的資訊，與梅露艾特賭撲克，因梅露艾特放水而勝利。到第二十卷奪回最後一塊碎片後仍變身為緋緋神，以瞬間移動到達星伽山（緋緋色金本體所在處）。在白雪戰鬥後將白雪的色金殺女鏽蝕，後被金次以接吻方式救回原本的心裡，自己也成功控制了緋緋神，成為超能力者，最後以貴族關係動用NASA將緋緋色金送回宇宙。
使用武器是兩把小太刀和柯爾特M1911政府型手槍（不鏽鋼製（銀色）、钢製（黑色）各一，槍械彈藥：.45 ACP，握把側板上鑲嵌了雕刻著其母親神崎香苗的樣貌）。擅長綜合格鬥技，巴頓術的傳人（巴頓術，類似日本柔道，為夏洛克融合拳擊、自由搏擊等多項武術所創）。第十一還已掌握頭髮操控的超能力和使用平賀文研製的滯空裙甲「YHS/02」。控制緋緋神後可以用馬尾變換形狀攻擊和用眼睛射出雷射的超能力，可說是打擊、斬擊、槍擊、超能力、空中戰鬥樣樣精通。
星伽白雪（聲：高橋美佳子）
本作女主角之一。東京武偵高中3年級生，專門科目是超能力搜查研究科（SSR），等級為A級，「巴斯克維爾」小隊成員。超偵，G17級的強大超能力者，擅長火系鬼道術，使用時需要把頭上作為封印的髮帶解開。劍術流派是星伽候天流。「白雪」只是隱藏身份的假名，本名是襲名自遠古的「緋巫女」（音同卑弥呼）。戰妹為佐佐木志乃。
古日本邪馬台国女皇卑弥呼的後裔，家族歷史2000年。
世代傳承的星伽神社守護巫女，當代七巫女中的長女，有著一身雪白晶瑩的肌膚，留有一頭從兒時就十分齊整的順滑黑髮，舉止有如畫中走出的大和撫子風格美少女。目光大方而溫順，睫毛像刷過一樣長長的，通常頭上還綁上白色蝴蝶結。還有比起亞莉亞更為柔軟和桃花芳香氣息的唇。身兼學生會長、園藝社社長、手工藝社社長和女子排球社社長的優等生，另外會不時為金次占卜，而且非常準。胸部是理子的1.5倍，蕾姬的3倍，亞莉亞的6倍。被亞莉亞稱為「奴隸二號」，被理子暱稱為「小雪」，被金女暱稱為「裝清純」。全小隊中最後一位知道爆發模式的人。
與金次是青梅竹馬，出生起受到星伽神社的制約，所以沒有許可下嚴禁走出神社和學校，在小學和中學時都是女校。其一族世代是為星伽神社而存在的巫女。金次4至5歲因哥哥的工作而在青森縣住過的一段時間中在郊外的星伽神社和白雪相識。喜歡金次，對兒時將自己帶出星伽的金次（在金次的帶領下偷跑出去玩）有著強烈的好感。而在東京武偵高中入學考試時被金次救後更是對其好感爆發。
經常妄想自己以後跟金次的未來。而在第九卷時玉藻曾經提及，星伽巫女有與遠山家通婚的傳統，亦加深了白雪的妄想程度。在面對金次時常常會進入失控模式（金次稱為“武装巫女”或“黑雪模式”），對其他過於親近金次的女性（尤其是亞莉亞）有強烈敵意，一旦變成這種狀態就絕不罷休。不但能以日本刀擋下子彈，更在“武裝巫女”狀態下拿出M60通用機槍，先後曾以其與亞莉亞、理子和金女（GⅣ）對射。
有極高的家務及證據毀滅能力，可以把金次的臥室打得慘不忍睹後迅速地恢復原狀。
使用武器是含有少量緋同位金屬的日本刀「色金殺女」（其鋒利程度在搭配白雪的超能力下甚至能切開新幹線車廂之間的通道；在第四卷因打破星伽規條而被沒收，後來被佩特拉偷走，卷末輪船事件時又被白雪奪回；在不敵金女又被奪走，後來歸還給她；第二十一卷被緋緋神化亞莉亞的鏽蝕）和M60通用機槍（槍械彈藥：7.62×51毫米北約彈藥，有在機匣上罩上了摩托車用的護罩以防止別人發現掃射後冒著的熱氣的改裝，主要用途是攻擊其他過於親近金次的女性；第十卷時已通過平賀文的代辦槍檢取得其登記證）。巫女服的袖子中另外藏有備用武器－一把短柄鎖鐮。
就親源來說，白雪和金次是遠房親戚(金次的奶奶和白雪的祖母是姊妹)，所以遠山家和星伽神社兩家之間為遠房關係。
峰理子（聲：伊瀨茉莉也）
本作女主角之一。東京武偵高中3年級生，專門科目是偵探科，等級為A級，「巴斯克維爾」小隊成員。一年級時戰妹是島麒麟，又稱「雙劍雙槍的理子」。
常穿自行改造的制服，在班上極有人氣。擁有腹黑屬性的雙馬尾美少女，喜愛美少女遊戲，設計的女僕裝大受好評。常把金次耍得團團轉。身高與亞莉亞相近（小說五卷得知為147公分）。兼備肉感和女人味以及香草般偏向甜的香氣的唇。被金女暱稱為「假仙鬼」。
擁有超乎常人的情報收集能力，藉由竊聽偷拍、偷窺、駭客等行為收集情報。儘管外表很像是笨蛋角色，但事實上卻是在暗地裡努力。亦擅長製作Flash動畫和畫一些如美少女漫畫的插圖。她是在文中首個表示除了遠山金次和遠山金一以外知道爆發模式的人，除了願意為了令金次進入爆發模式而獻上初吻，亦關心金次在爆發模式的應用。
平時在宿舍的房間是三人房間，但因是一個人住，所以就把三間房間據為己有，更把其中一間空房間拿来當遊戲室，當中在遊戲室放滿了從古至今各式各样的遊戲如紙牌、骰子、花牌、將棋、奧賽羅、飛標、甚至連桌球桌都有。
本名為峰·理子·羅蘋四世，怪盜亚森·罗宾的曾孫，家族歷史150年。討厭別人稱呼她為羅蘋四世，認為自己不是一個編號，也不是DNA的代表。亦被家族蔑稱為「羅蘋曾孫女」。加入伊・幽是為了證明自己可以超越羅蘋一世，由於百年前福爾摩斯曾經與亞森·羅蘋對決平手，所以她認為只要打倒亞莉亞就等於超越祖先並且證明自己的能力。因此在第一卷化身為武偵殺手並促成亞莉亞與金次搭檔，藉此向亞莉亞宣戰。貞德·達爾克曾說：「在伊・幽當中最渴望得到力量、勤奮學習的人——就是峰．理子．羅蘋四世。理子比任何人都還要渴望變得更有能力，一心一意到……讓人悲痛的程度……啊。」
在武偵殺手事件被擊退後，遭東京武偵高中除名且遭伊・幽「退學」，後透過司法交易回到武偵高中。
理子是在雙親上年紀時才有的孩子。而羅蘋家族因理子雙親都在其8歲時候去世而沒落了。傭人四散而去，家族財寶都被偷走。在理子還年幼的時候曾被「無限之罪弗拉德」－即德古拉伯爵騙去當其養女後從法國被帶到了羅馬尼亞並且關在狹窄的籠子內。在很長一段時間裡，每天過著只能吃腐肉、喝泥水的悲慘日子。對於弗拉德來說，理子只是為了生產出更優良的羅蘋五世而存在，弗拉德把理子叫為「繁殖用的母狗」。現在的身體之所以會如此嬌小，是因為幼時受到囚禁，長時間待在狹小環境裡所致，對服裝如此講究，也是因為幼時只用破布包裹身體所致。而理子在當時以其十字架力量逃出籠子，理子的母親曾經告訴她這是「足以匹敵羅蘋家所有財產的寶物」，這也是理子策劃與金次和亞莉亞聯手潛入弗拉德的紅鳴館奪取其十字架的原因。奪取十字架後被再次出現的弗拉德捉住而對金次和亞莉亞尋求幫助，三人最後協力抓住弗拉德。由於抓住弗拉德使得結果上超越了第一代的羅蘋而認同亞莉亞是對等的對手。這個時後因被金次激勵而抱有明確的好感。此後到常常來金次房間遊玩或是與亞莉亞平時一起出門和商量戀愛諮詢問題。
擁有170萬人中才有1個的超稀有血型「克拉西茲—RiverB型」，這是弗拉達對她如此執著的另一原因。
在與希爾達於外堀大道的遭遇戰中被她操控。其後在天空樹上叛變，被希爾達稱為德古拉家族的正式一員。雖然其後終於悔悟而被希爾達引爆其右耳的蝙蝠耳環，仍然拼死協助金次與亞莉亞將希爾達擊敗。隨後由華生在救護科矢常呂老師幫助下成功解毒康復。
使用武器為雙戰術匕首與華爾瑟P99手槍兩把（槍械彈藥：9×19公釐帕拉貝倫彈）、理子母親遺物之一的一把迪林格.41口徑掌心雷手槍（防衛手槍，槍械彈藥：.41 RF；在第三集時由貞德透露已被理子奪回）(※此手槍同樣是被峰不二子使用過數次)、氣體炸彈（香水瓶內）和截短版溫徹斯特M1887霰彈槍（截短槍身，槍械彈藥：12號口徑散彈；第十卷時已通過平賀文的代辦槍檢取得其登記證）。也很擅長八卦掌。佩備了理子母親5歲時送給她的十字架時更獲得了類似於生命歸還的能力，能夠操控頭髮。使用車輛是一架漆成極鮮豔粉紅色的偉士伯（義大利比亞喬公司的名車），經武藤改造後能達到時速150公里。在情緒強烈波動時會進入「裏理子」模式。
與日本另一知名動漫《魯邦三世》似乎有某種關聯，《魯邦三世》的主角魯邦被設定是亞森羅蘋的孫子，而理子的姓氏「峰」似乎是來自該動漫的女主角峰不二子。不過作者沒給出解釋，只是有可能是向該動漫的致敬。
蕾姬（聲：石原夏織）
本作女主角之一。東京武偵高中3年級生，專門科目是狙擊科，等級為S級，選修科目是美術，「巴斯克維爾」小隊成員。又稱「機器人蕾姬」。據金次所述，在第一卷以前，去年他仍在強襲科時就和她多次合作過。
真正身份是兀魯斯族當代的“公主”，玉藻也說她是璃巫女，連自己也不知道本名（這個名字是狙擊科教官為方便稱呼而取）；在暫時退學期間，由金次的不願意為其取名中取日文發音，自行命名為「矢田蕾姬」。平常戴上橙色森海納爾PMX990型耳機來聽風的聲音。言行舉止很像機器人的無口、無心、無表情的三無少女，但在害羞時的表情非常可愛，金次亦曾因其可愛表情而直接進入爆發模式，但若生氣時會有非常可怕還帶有強烈殺氣的表情。身高比亞莉亞高半顆頭，比金次矮一顆頭，具有CG般的精緻面容。還有如矽膠般光滑以及微微薄荷香氣的唇。擁有6.0的視力和通過體感偵測風速的能力。每當感覺到金次將會遇上危機以前，都會向他告知風中有邪惡東西。她的男女觀是認為所謂異性並非是通過“對談”等手法來獲取的東西，而是要奪取的東西。擁有在絕對半径2,051 米內絕不失手的超絕技術，狙擊成功率99％以上。她也是除了遠山金次和遠山金一以外知道爆發模式的人之一，在緊急情況以下甚至向金次提議利用她自身進入爆發模式。被理子暱稱為「蕾Q」，被金女暱稱為「沉默女」。
與亞莉亞一樣，蕾姬在故鄉與璃璃色金相處了很長時間並能與璃璃色金心意相通，使蕾姬的頭髮因長期與璃璃色金在一起而受了影響，由原本的銀灰色變為現在的顏色。
其房間門前没有名牌，除了燈、餵狼的盤子、一張放了整套正規的保養槍械和製作子弹的工具的桌子外，房間裡沒有任何傢俬，連主食也只是便利店出售的能量棒（一種類似營養劑的東西）或是航天食品的罐頭。睡覺時會懷抱狙擊槍坐著來睡以提防敵人出現。
據貞德透露，她從加入武偵高之前的14歲起曾經在俄羅斯和中國活動，但沒有留下記錄的工作，因此在其武偵執照國際化得到該兩國批准前就已經取得該兩國的武偵執照；而她在東京武偵高校以後的任務成功率為100％，不過對任務選擇非常偏激，只接受三種情況的工作。分別是教師直接命令的任務、LD值900以上的任務以及「鷹眼」類任務。
日本民族英雄源義經=元太祖成吉思汗的子孫。，家族歷史800年。
蒙古人平衡感極佳，都有能站在馬背上射箭的能力，因而讓蕾姬能安穩地站在急速奔馳的摩托車上射擊，亦能夠站在圍牆上像平衡木上一樣一動不動和在樓梯上以單腳站立。
有著與動物溝通的能力。在第三卷中收服了「無限之罪弗拉德」派來偷襲的高加索高原雪狼，取名為艾馬基。在第五卷中將半径2公里以內的所有蟲子都停止鳴叫。而在第六卷中使所有猫都召到其桌子上去，使她和金次贏得半價優惠。
受璃璃色金的命令，在第二學期開學前向遠山金次求婚。因為本來就對金次有好感，故並不抗拒。也曾在受到重傷後對金次表白。在第六卷中以壓倒性力量差距擊敗爆發模式的金次後強行決定要成為金次的搭檔以及跟金次一同生活，甚至在亞莉亞和理子眼前公然承認自己是金次的未婚妻並且不惜與她們交戰。連星伽白雪亦對她不太起眼的蕾姬太大意而評論為「很適合當伏兵」。
為了解救金次而在負傷下劫持蒔江田和一台川崎OH-1直升機前往前往金次等人乘坐的新幹線列車參戰。先救下被猛妹的裸绞攻擊的金次，降落列車時命中炮娘的烏茲衝鋒槍。甚至在金次向白雪下令切開新幹線列車以阻止她戰鬥時利用瞬爆武偵彈的爆風跳到金次所在的16號車上。金次把她和亞莉亞的位置對調以後再命中狙姐。列車在東京站停下後被再度出現的狙姐下令以其狙擊槍吞槍自殺時不顧金次的反對進行，但是被金次動過手腳的啞彈導令她自殺失敗。最後她擦過狙姐的頭部，擊敗了她。以後她再聽不到璃璃色金的命令。
在該戰過後回到京都與艾馬基會合，在民宿做溫泉療養以後，及時趕回東京武偵高中與金次等人組成小隊。並且開始產生了感情。
使用武器為德拉古諾夫狙击步枪（槍械彈藥：7.62×54R，瞄準鏡內藏有設置為在狙擊瞬間把看到的情景記錄下來的照相機）、其刺刀（第十卷被GⅣ折斷）和巴雷特M82A1狙擊槍（槍械彈藥：12.7×99毫米北約彈藥；第十卷購買的同時已通過平賀文的代辦槍檢取得其登記證），狙擊敵人時的口頭禪為「我是一發子彈，子彈沒有人心，故不會思考，只會一味朝目標飛去」。後來改成「黑暗中有一道光形成了道路—光芒外只有黑暗，所見無物。而我是光驅者。」與此相對的，雖然精通一種非常古老的刺槍術，但不會徒手格鬥架勢的她，亞魯卡達格鬥戰的能力幾乎等於零。更甚的是，一旦戰敗並且被逼到走投無路時，更會打算使用武偵彈自爆並且要金次自己拋下她逃走。
對於跟狙擊有關的事抱著吹毛求疵的態度，自行製造的一套二十發碳化鎢彈頭只會挑出一顆最好的使用以防止啞彈，秤量火藥時甚至一點點濕氣都不允許（當時要求金次停止呼吸），每一場戰鬥後都把步槍完全分解並進行整備以防止故障，身體必須常常保持清潔以防止因肉體被弄髒而令身體不舒服導致狙擊的準確度下降，但是其他方面卻很隨便。
艾馬基
蕾姬制伏的一頭瀕臨絕種的高加索高原雪狼。名字也是蕾姬所命名，並作為她的武偵犬。目前與蕾姬居住在蕾姬在第二女生宿舍的房間，和與蕾姬一起行動。喜歡的食物是魚肉香腸，金次會用作誘餌和獎勵。

## 東京武偵高中學生·教師

### 2年生
武藤剛氣（聲：近藤孝行）
東京武偵高中3年級，車輛科，等級為A級，金次的損友之一，身材高大，神户出身。
載具狂，能熟練駕駛任何交通工具。小時候的夢想是開新幹線列車，認為在已經實現以後死去也沒有遺憾。
興趣是改裝載具，據說沒有他改不了的東西。也曾與平賀文合作試圖研發新型單人突擊潛艇，不過以失敗收場。
整體裝備掌控能力已達S級標準，不過因為屢次撞毀校內載具及違反校規，一直未能升級。
長相不俗，但實際上是不受女性歡迎的人，對白雪很有好感。有位同為車輛科的妹妹貴希。
曾在金次入學後，與他進行過木工包圍戰徒手決鬥的對手，打到彼此都一直戰到筋疲力盡才停手。以後兩人成了朋友。
在脅持新幹線事件中受金次指示，前往駕駛室代替精神已達極限的女司機駕駛列車。
使用武器是柯爾特蟒蛇左輪手槍（槍械彈藥：.357麥格農）。
不知火亮（聲：江口拓也）
東京武偵高中2年A班，強襲科，等級為A級，金次的損友之一，在女生中很受歡迎，在文化祭美男子競選活動中獲得亞軍。而且還是高中內罕見的有禮之人，被理子暱稱為「火火」。
經常與武藤一起瞎起鬨，對金次惡作劇。亦對於金次與女性關係鬧出的八卦新聞很有興趣。
據金次所述，不知火的笑容最主要分為兩種，一是面對女性發出的帥哥笑容，二是在談論自己或有關過去時的笑容。
中學時代曾加入足球部。目前選修了美術科及家政科。
真實身份是公安0課的合作夥伴，他是金次在日本國內的監視者，初中是讀普通學校。
使用武器是加裝鐳射瞄準器（黑克勒&科赫公司出產）的HK Mk 23 Mod 0半自動手槍（槍械彈藥：.45 ACP），並在格鬥、匕首、射擊方面都有著高超的技術。
中空知美咲（聲：金元壽子）
戴着一副銀邊眼鏡（後來被排球打到壞掉了），長髮及腰並留有長長劉海，身材與白雪匹敵的美人系少女，在東京武偵高中為2年C班，通信科，武偵等級爲B。星座小隊的一員。其聲線如NHK的主播一樣優美，從沒讓金次聽錯過一次。按下電話號碼的飛快速度足以令人傻眼。
常擔任校內任務的引導工作，在第一卷的巴士劫持事件中曾當過金次等人的引導員。
具有驚人的聲音搜查能力。小說版第六卷中金次把蕾姬耳機聽風的聲音讓她分析，輕易就得出風聲的錄製地是在蒙古北部到東西伯利亚之間的某個地方，甚至連細微的動物聲音都能聽出品種。第八卷中受金次所託竊聽時，亦分析出亞莉亞被華生下藥的狀況。
社交能力極差，完全不懂如何與異性相處，容易害羞，面對面說話時會因緊張而口吃。初次與金次見面時更加興奮起來，只能通過借助電話的方式與金次交談。但借助通訊器材與人講通時，又與正常人無異，以及能拒絕無理要求。此外還是個運動白癡。
與貞德是朋友，又是同宿舍，所以關係很好。
其房間裏放滿五光十色的音響設備，還放有一棵寫有「トオヤマクン」（此平假名意為「遠山君」）的觀葉植物。
在新的一學期開始因為學分不足而與金次一樣而遭到留級，並轉學到神奈川武偵高中。
自正編3年後世界的描述「魔劍的愛莉絲貝兒」中可知，是女主角愛莉絲貝兒的遠親，神和社家后裔，分家·中空知家成員，同為異能者。
使用武器是8寸槍管的柯爾特巨蟒左輪手槍（槍械彈藥：.44麥格農）和肥後守折疊刀，但其實沒有任何實戰經驗。
平賀文
東京武偵高中3年級，裝備科，等級原為S級，但因進行非法改造而被降為A級。
外表看起來像小學生的女孩，運動神經及作戰能力不高，但擁有驚人的改造力及機械知識，其發明也類似於尖端科學武裝。總是能不斷創造出聞所未聞而具可靠性的新武器，在開發裝備的過程中可申請新發明的專利，承包代辦槍檢業務，被金次評價有商業的才能。被理子暱稱為「文文」。
日本名工匠平賀源內的子孫，家族歷史300年。
平賀文的工作室是在裝備科教學大樓地下走廊盡頭的B201工作室。
替金次把其貝瑞塔M-92FS不鏽鋼型手槍改成全自動及三發點放型、把沙漠之鷹改成可加快彈匣排出速度和全自動及三發點放型的同時還製作了掛在肋邊的槍套，以及把王者之劍改造為雙刃劍和裝上硬化橡膠手柄的同時還製作其隱藏用刀鞘。與蕾姬也有生意來往，除了售賣狙擊槍用的強化碳化鎢合金彈頭原料以外，更甚至為企圖向GⅣ報復的蕾姬出售巴雷特M82A1狙擊槍。被金次形容「天真無邪的收取遠高於市價的工資，又天真無邪的進行非法改造」（所以才遭降級）。不過非法改裝的成品經常出現意料外的問題，例如金次的貝瑞塔M-92FS不鏽鋼型的三發點放在全自動化後變成兩點發而且連射太快，有卡彈的危險。
講話的時候都會在語尾加上『的啦』兩字，當說話時語尾有「呼哈呼哈」的笑聲，可以判斷出她最近因做生意而賺了大錢。
在脅持新幹線事件中途受理子所託乘坐另一輛新幹線列車趕到金次等人所在的16號車上，並且將「加速炸彈」拆除。
在小隊編組中加入了以武藤剛氣為首的（後援）小隊。
老家在城市工廠裡，從小就有著在充滿男人的家庭中過分保護的感覺。
第三學期時決定到美國研究機構「洛斯阿拉莫斯」當交流生。
鷹根、早川、安根崎
東京武偵高中2年A班的通信科三人組。
除了一直注意金次與女性關係鬧出的八卦新聞，更曾產生金次喜歡不知火之類的妄想。
在脅持新幹線事件中受金次指示，與武偵高、警視廳、鐵道公安總部聯繫尋找拆除炸彈的方法。
望月萌
東池袋高中二年級生→東京武偵高中2年B班，救護科。金次轉入東池袋高中班級時的班長，喜歡金次。
金次離開東池袋高中後便傳簡訊給金次，說明將來考慮去當武偵，並在金次校外教學返回後進入武偵高中救護科。
使用武器是白朗寧大威力半自動手槍（槍械彈藥：9×19公釐帕拉貝倫彈）。
鏡高菊代
指定黑社會組織·鏡高組的組長→東京武偵高中2年B班（諜報科·訊問科兼職）。母親是加拿大女明星。
金次在神奈川武偵附屬中學時代的女同學，少數亦是首名知道爆發模式的角色。後來開始利用金次的爆發模式為自己作牛作馬，並造成金次討厭女性。
其實內心中喜歡金次，但因為自認以前經常利用金次的爆發模式而感到內疚，並沒有把情書送給金次。
黑道集團「鏡高組」的現任組長，因父親在鬥爭中死亡而繼承鏡高組，並從中學退學。在武偵學校屬諜報科。
事件組毀滅之後，決定再次以武偵作為目標，與萌同樣編入武偵高中。
島苺
東京武偵高中2年A班，車輛科，等級為A級。星座小隊的一員。中等部島麒麟的姊姊。
身高據金次目測約為135公分，制服有經過改造（使用了大量的荷葉邊與緞帶）。
被2年級生認為是武藤的強勁對手，喜愛大型交通工具，並會因此看得出神，最愛的交通工具是核動力航空母艦。
一石雅斗
東京武偵高中2年X班（特進班級），等級為S級。同時研修強襲科、狙擊科、車輛科，一般科目成績也很優秀。身高180cm。亞洲S.D.A排行第55位。
一年級時與金次同班。年幼時曾與妹妹一起被身為武檢的遠山金叉拯救性命，並開始憧憬這份工作。
與金次、佐伯一起收到了政府推薦參加武裝檢察官選拔試驗的機會，並在另外兩人拒絕後獨自接受推薦應試，不過參加第一輪測驗後就身受重傷而意識不清，被送到醫院治療。

### 1年生
風魔陽菜（聲：今村彩夏）
東京武偵高中1年C班，諜報科，武偵等級爲B。
在神奈川武偵高中附屬國中被金次以爆發模式瞬間擺平後，便稱金次為「師父」的女孩。
十分仰慕金次，被金次視作「預防線」，在第十卷時已經成為金次的戰妹。
喜歡的歌曲為坂本冬美的『夜櫻阿七』。
為日本傳說名忍風魔小太郎的子孫，家族歷史400年。使用武器是苦無、手裏劍煙球、火繩槍、刀和爪。但事實上其忍术程度不高。
稱「打工」為「修行」，目前在一間拉麵店打工，會把魚板切成手裏劍型。寫簡訊時會使用文言文。
武藤貴希
東京武偵高中1年級生，車輛科，武藤剛氣的胞妹，身高170公分。
與剛氣同樣是車輛科的載具狂，不過更偏好汽車類的，擅長做各式各樣的功能性改裝或外裝。
擁有一張與其兄完全不相像的漂亮臉蛋，頭腦精明，懂得利用自己的優勢來達成目的。
與金次的關係很好，常私下把剛氣的車輛偷借給金次（不過借出去之後通常會撞爛）。
在第九卷的文化祭中開了家章魚燒店。
宗宮鶇
東京武偵高中1年級救護科。
戴著眼鏡，綁著兩條麻花辮，專攻獸醫學。
曾在本篇第九卷照顧被GIV打傷的艾馬基。
真田百合
東京武偵高中1年C級諜報科。

使用武器為刀子。
遠山金女
參照遠山金女／GⅣ。

### 3年生
時任茱莉亞
日本與俄羅斯的混血兒，瞳孔帶著明顯淡藍色。是個有著讓人難以靠近印象的冰山美人。
在東京武偵高中為3年級生，專門科目是超能力搜查研究科（SSR），也是該科的首席。畢業後就讀莫斯科大學超心理學系。
自小作爲超能力少女經常登上故鄉電視台，擁有名為腦波計的超能力。而通過接觸人從其腦波讀取思考的能力是她最擅長的。
儘管一般學科成績非常優秀，不過由於當她讀取到的內容對當事人有一定危險的時候，都會按照自己的規則提醒當事人，導致被讀取過思考的當事人發怒並盡力掩飾，同學們一直回避著她。
她不會看男生的心也不願意看到，認為看到的話會使她很不舒服。
曾指導亞莉亞修習念力，其後因金次出現的關係而中止。
成濑由佳里
東京武偵高中3年級。

### 教務科
高天原佑彩（聲：中原麻衣）
女性，東京武偵高中2年A班班導師，也是偵探科的教師。22歲，單身，個性溫和，被稱為「武偵高中的良心」。
據說其身份是被稱為「鮮血由鳥」的國際雇傭兵，但是因為被狙擊槍擊中頭部，身受重傷無法再作戰而引退。
綴梅子（聲：淺野真澄）
女性，東京武偵高校2年B班班導。會在教職室裡大剌剌的在學生面前吸大麻菸。
審訊科最強教師，審問技術是日本五強之一，據說沒有她問不出口供的犯人。據說會在審訊中對嫌疑人做出非常可怕的事。
使用武器是全自動手槍格洛克18手槍（槍械彈藥：9×19公釐帕拉貝倫彈）。
蘭豹（聲：矢野亞沙美）
女性，東京武偵高校2年C班班導，強襲科實戰指導教師。又稱「人類鑽地炸彈的強襲科鬼教官・蘭豹」。在交友網站註冊的網名叫「蘭蘭」。
香港黑社會「貴蘭會」老大的女兒，但她被禁止出入香港，19歲。可以徒手掀翻公車的怪力女，也曾在相親失敗後徒手把學校游泳池打壞。
興趣是體罰學生，口頭禪是「死吧！」「宰了你！」。
在第七卷中替金次他們拍攝「巴斯克維爾（小隊）」的照片。
使用武器是左輪手槍S&W M500（槍械彈藥：.500 S&W马格南）和2米長的斬馬刀。
我那霸
女性，衛生科教師。
吴江
東京武偵高中諜報科的教師。
曾經徒手爬上台北101，這也成了學校學生皆知的傳說。
南乡
東京武偵高中狙撃科的教師。
矢常呂依琳
女性，東京武偵高中1年A班班導，救護科的教師。
幫忙治療中了希爾達蛇毒的理子。被華生稱為天才。
江戶川
東京武偵高中車輛科的教師。
綠松武尊
男性，東京武偵高中的校长，總是面帶微笑。被稱為「看得見的透明人」。
有著能不留在人記憶中的能力。可怕之處在於外貌太沒有特徵，長相十分普通，存在感相當薄弱，是在人群中會被淹沒不被注意的存在。使人明明看得見卻看不到。無法記住，無法意識，就這麼看漏了他。他的容貌、動作、聲音，甚至身高體重等一切特點都是日本人的平均值，所以不論見多少次都無法記住他。當自己知道見過他時，已經被他解決掉了。金次認為這種特性才是最可怕的存在。

## 伊・U（伊・幽）
教授／夏洛克·福爾摩斯（聲：山本格（CR緋彈的亞莉亞））
犯罪組織「伊・幽」現任首領，首次出現時以一身復古西裝現身，以其絕對性的強大約束著組織內的所有成員。
真實身份是夏洛克·福爾摩斯，活躍在百年以前的英國名偵探，亞莉亞的曾祖父。厭惡自己被搬上眾多書本和電影上。壽命將結束的原因仍是個謎。為保證組織不會失控，他指定了亞莉亞為下任首領。
與亞莉亞一樣，因緋彈的關係，所以身體的成長停止，保留在約20歲的外表。在六十年前差點遭人毒殺後從此失明。
除了同時是手槍技、狙擊技、格鬥技和西方击剑技的專家。因為在伊・幽中和其他人互相學習下，除其本身以卓越的推理達到無限近乎於預知的「條理預知」以外，還可以使用貞德的冰魔法「鑽石冰塵」、加奈的「不可視子彈」（而且以狙擊槍使用）和爆發模式（包括瀕死爆發模式，但卻不知道狂戰士爆發模式，造成他的「條理預知」有生以來第一次推理錯誤）、無限之罪弗拉德的「瓦拉幾亞的魔笛」、佩特拉的「砂金」、理子的變聲術以至雷電、沙、水、風等攻擊。使用武器是大英帝國珍寶—石中劍（外觀為薩克遜長劍，由特殊金屬製成，比外觀更有重量）和亞當斯1872•MK3 .450E口徑雙動式左輪手槍。
擁有強大的邏輯推理能力，並運用其以竊取在1976年下水的史上最強核潛艇「東方號」。但實際上，他在成爲推理契機的「直覺」方面，也是位卓越的人物。這種「直覺」能力亦遺傳到了亞莉亞身上。
其能控制伊・幽的王牌就是緋彈，該緋彈擁有高純度和高質量，有通稱為「緋彈的夏洛克」。據文中解釋，緋彈乃大英帝國女王直接賜予福爾摩斯家族進行研究的。他將緋彈的研究命名為「緋色研究」，亦因緋彈具有延長壽命的作用所以一直活到了現代。
藉著某種手段將緋彈傳給用推理得出會出現的曾孫女——亞莉亞後，藉由他自己與亞莉亞的緋光對撞所產生的歷鏡，以左輪手槍將緋彈打入十三歲時的亞莉亞體內。而失去緋彈的夏洛克年齡驟增，在被金次的連續攻擊擊敗以後，乘上洲際彈道飛彈逃走直到後金次和亞莉亞在倫敦時再次駕駛潛艇現身，並載他們到鬼之國。
弗拉德（聲：三宅健太）
犯罪組織「伊・幽」的No.2。別名－無限之罪弗拉德；吸血鬼，原名德古拉伯爵。
曾在1888年，在剛建好的巴黎艾菲爾鐵塔下半部和第二十七代貞德一族成員貞德·達爾克與初代亞森·羅蘋戰鬥中打成平手，因此貞德一族與弗拉德是世仇關係。而在近代在亞森·羅蘋的子孫峰理子還年幼的時候騙去當其養女後並將她從法國帶到了羅馬尼亞並且關在狹窄的籠子內。在理子逃出籠子以後，四處追捕她，直到他被「伊・幽」首領「教授」擊敗。以後他就成為「伊・幽」中的成員，其中一個目的是為了監視理子。
身上有4個眼珠花紋，那4個地方存在的，是人類所沒有的，名為魔臟的小小內臟。那就是支撐吸血鬼無限回復能力的臟器。魔臟的效果很強，就算只剩下1個，也僅需要1秒就能將其他3個治療好。正是因為魔臟，通常認爲吸血鬼懼怕的十字架和蒜等弱點也會無效。但也是吸血鬼的弱點，必須同時擊破4個魔臟才能打敗吸血鬼。
弗拉德魔臟的位置分別在左右肩膀，舌頭，以及右側腹。眼珠花紋是在多年前與梵蒂岡教廷交手時被種下的咒印。
除了可以使用來自加奈的爆發模式，並設定為隨著進入爆發模式變成其吸血鬼型態，他的咆哮「瓦拉幾亞的魔笛」更可強制解除爆發模式。
及後證實其實有第三態，但由于被佩特拉所詛咒而無法變為第三態，只能以第二態來與金次、亞莉亞及理子激戰。
化名為小夜鳴徹，潛入武偵高校教導生物學，並利用職務之便通過吸血竊取優秀DNA以進化自身，然而被金次和武藤剛氣無意間阻撓。使用武器是大型泰瑟槍和格吉魯M74半自动手枪（槍械彈藥：.32 ACP；被弗拉德本人稱作30年前製造的劣質品）。
被金次、亞莉亞及理子三人聯手擊破其4個魔臟，在其自癒能力無效化下重傷被捕。
目前正以重刑犯的身分被關在長野5級監獄裡。
小夜鳴徹（聲：野島健兒）
於東京武偵高中擔任「衛生科」與生物學的男性教師，同時也是橫濱郊外「紅鳴館」的管理人。真實身分是弗拉德用基因做出來的外型人格。
年約20歳，對所有人都用敬語，又散發著文質彬彬的氣息，有一把細長頭髪的美青年，因此在女學生中有相當的人氣。
佩特拉（聲：濱崎奈奈（CR緋彈的亞莉亞））
犯罪組織「伊・幽」中被「退學」的成員，原來的「伊・幽」的No.2，又稱為「砂礫魔女」，為「埃及豔」克娄巴特拉七世的後代，自稱是其轉世。總是喜歡殺戮，遇到不順心的事情就喜歡用殺人來解決。
推斷為G25級的超能力者，世界最強魔女之一。可以使用砂人俑和聖甲蟲的詛咒術，其超能力「砂金」擁有在金字塔（只要大部分相似即可）附近可以無限透支魔力的強大特性。
討厭男性，希望成為女王以後身邊的親信都是美女，也期望金一以後都以加奈的身份侍奉她一辈子。討厭金次得要他去死，原因是「帶著遠山金一的影子」。
其祖母與玉藻曾為好友，因此向祖母學習日語的佩特拉講話時會下意識的使用古音或是死語。
自稱因為詛咒了弗拉德才使他敗給亞莉亞。也使用聖甲蟲詛咒讓貞德遭公車輾傷腳及讓理子右眼得眼疾。
企圖在「教授」死後成為伊・幽首領，然後再拿下埃及，進而統治全世界。
從星伽神社中偷走「色金殺女」，後被白雪奪回。
使用武器是瓦爾特WA 2000狙擊槍（槍械彈藥：7.62×51毫米北約彈藥），曾射擊咒彈「暫時殺死」亞莉亞，後被金次救活。
在加奈遭夏洛克射傷後使用魔法替他療傷。其實喜歡金一，在第五卷初，加奈和夏洛克結束戰鬥後，就和重傷的加奈一起逃走。
在極東戰役中加入「眷屬」，並和卡羯聯手帶領魔女連隊來襲香港，企圖引爆郵輪以毀滅。
極東戰役後與金一在乃木坂的房屋同居中，而且更和金一有了婚約。之後在房屋一楼開了一間還未營業的黃金及白金回收販賣的金飾交易店，並懷上了金一的孩子。
遠山金一（聲：浪川大輔（CR緋彈的亞莉亞II））
金次的哥哥。犯罪組織「伊・幽」中的背叛者，現年19歲。與其弟弟遠山金次合稱遠山兄弟。
曾經是日本武偵廳武偵長直屬特命武偵並持有國外醫師資格，曾在完成了富豪委託的工作後以龐大的報酬在貧困地區建起了醫院。曾在羅馬武偵高中與梅亞·羅馬諾一起合作，故事中不時會脫口而出一兩句聖經經文，是在那時所學習的。過去曾教導金次多種戰鬥技術，被金次視為在遠山家歷史上最強的人。作爲武偵活動時，並沒有從貧窮的人那裏收取報酬或是以飯團子作為報酬。
認為歷代作為正義一族使命的遠山一族，如果是為消滅罪惡，就算有人犧牲也在所不惜。本性是個溫柔善良的人。
為了讓伊・幽起內鬨繼而消滅伊・幽，在豪華客輪沉沒事故之中詐死以進入伊・幽。期間是理子和貞德的上司並受兩人的敬愛。
對女性相當有禮。由於不用接觸女性也能進入爆發模式，所以非常排斥藉由侵犯女性進入爆發模式，也會在關鍵時刻使用瀕死爆發模式。但向他提起他扮為女性時的事時，本人會勃然大怒。
與佩特拉互有曖昧關係，現於乃木坂的房屋中和佩特拉同居，兩人更有了婚約，並由於爆發模式能力下降而決定退隱江湖。
使用武器是左輪手槍－柯爾特SAA（Peacemaker，和平守護者，槍械彈藥：.45柯爾特）和一把通稱「蝎尾」的幽藍色的大型镰刀（平時分解藏在頭髮和衣服內，可通過互相連接的細鋼索自由組裝或分解為數塊金屬片，還可以裝上金屬棒以加長長度）爆發模式以下可用其手槍使出「不可視子彈」（包括其連射版）等技法。
加奈（聲：飯田友子（CR緋彈的亞莉亞））
金一透過裝扮成絕世美女時所使用的名字，以便進入爆發模式。其面貌、行為、聲音就和真正的女性一樣，金次曾形容其美貌：「她那柔和、睫毛長長的眼眸……視線本身就帶有吸引力會將人心化為俘虜，那露出笑容的嘴唇，不論再狂亂的心，都能使之平靜、有如施了魔法的薔薇花瓣」。但使用過後，就會睡上一段時間，長時間使用「HSS」可睡上10天。使用的武器是如死神拿的鐮刀。
貞德·達魯克（聲：川澄綾子）
東京武偵高中2年B班，情報科，社團是网球部。星座小隊的一員。真正身份是第三十代聖女貞德，是中世紀英法百年战争時的法國英雄聖女貞德的後裔，家族歷史600年。被金女暱稱為「反串女」。
前犯罪組織「伊・幽」中的成員，擁有淑女氣質，是伊幽裡數一數二的謀士，同時是理子在情報收集方面的老師（理子則是教貞德變聲術）。本性善良。雖然她也知道爆發模式，但不知道狂怒模式。
超偵，能夠使用G6至8級的冰魔法。對水分子有強大的微控力，能把熱飲變成冷的，讓金次覺得很方便。
其房間裏有鱷梨木桌、具古風的煤氣燈型的室內燈。屋內裝飾極其雅緻，像是總裁和政治家的辦公室。書架上放滿了法語及日語的歷史書籍（少女漫畫則藏在上述書籍後面）。更裡面的房間掛滿洋裝和放置洛可可式雕刻上鑲嵌的全身鏡。
對衣著頗有要求，但只要是為特定目的的制服也可以接受。因為理子的關係也開始產生對輕飄飄的連身洋裝（例如蘿莉塔風格）的愛好，甚至瘋狂到比金次的命還要重要。但由於身型較高，害怕被取笑而羞於穿洋裝示人，連理子都不知道。在文化祭當天穿上洋裝並於一年級生面前逃跑，但事實上對自己穿洋裝示人受歡迎而感到高興。
在和白雪一戰中，聖劍杜蘭朵被「色金殺女」砍斷後就將其改造為寬刃穿甲劍，可藏於拐杖中。
有些許近視及散光，在需要時會戴上眼鏡。能夠手寫一筆非常漂亮的法文並以此寫了一份請帖給金次，但畫畫方面與幼稚園無異。
與理子一樣，在第二卷魔劍事件被金次等人打敗後，通過司法交易來到武偵高中工作補償，與理子關係甚好。目前她在一年級中的人氣以網球部為起點，並逐漸向其他領域擴張。
使用武器是與石中劍齊名的聖劍杜蘭朵（罗兰之歌所記述的寶劍）和後來持有的烏爾斯基·布羅德兵工廠（CZ-UB）生產的CZ 100半自動手槍（槍械彈藥：9×19公釐帕拉貝倫彈）。

## 星伽神社
星伽粉雪（聲：小澤亞李（CR緋彈的亞莉亞）、新田日和（「AA」動畫））
星伽神社當代七巫女之一，小白雪2歳，排名最末，跟白雪沒有血緣關係的妹妹。
相當忠於星伽的規則。有一頭及腰秀髮的美少女，個性怕生而且很黏白雪，所以對造成白雪離開星伽神社跑到東京讀書的金次和武偵都帶有莫名的敵意。在第五卷中要求白雪重返星伽神社。
她曾為金次作「托」，告知他將在當月被求婚，但卻被金次視為出錯。
在東京購物時被混混盯上，不過被一直跟蹤的金次救走了，所以返回星伽神社時對金次非常尊重。
在姐姐白雪生日當天從青森星伽神社寄給金次巨大漆器衣櫃，並要求金次轉交給白雪。
使用武器是懷刀和短刀。
星伽風雪
星伽神社當代七巫女之一，小白雪1歳。
擅長弓術，可以用沒有瞄準器的和弓射穿摩托車油箱。
主管海外教會及寺院的外交事務。
星伽霧雪
星伽神社當代七巫女之一，白雪之妹。
星伽華雪
星伽神社當代七巫女之一，白雪之妹。
對沉浸在向情敵的嫉妒和感情人邪念裡的白雪和志乃感到吃驚，會冷靜地看姐姐。
自正編3年後世界的描述「魔劍的愛莉絲貝兒」中，為居鳳高中的I組（Yapanse）的學生。
武器是使用薙刀。

## 極東戰役關係人物

### 師團
梅亞·羅馬諾
梵蒂岡教廷的除魔師，典型的狂信者。隨母親入義大利籍，不過父親是日本人，所以有個漢字的名字「明夜」。
雙重人格。平常狀態言語溫和有禮，不過在遇到敵人後會口出惡言甚至會罵髒話。
在思考的時候會自己妄想一些奇怪情節，稱能在初宣戰會議上毫髮無損回家的金次為傳說中出色的聖騎士。曾在羅馬武偵高中與加奈一起合作，對加奈抱著很大的憧憬，但不知道加奈的真正性別。
特殊型超能力者，使用能力後必須大量補充酒精，否則會死亡。
使用武器是一把巨大的十字聖劍，平常會收在劍鞘內背在背後，不過由於本人身材並不高大，所以看起來相當突兀。
在第八卷極東戰役中以梵蒂岡教廷代表的身分加入「師團」。
艾爾·華生（聲：大西沙織（CR緋彈的亞莉亞））
東京武偵高中2年A班，衛生科。原為曼彻斯特武偵高中的學生（偵探科），曾到纽约武偵高中留學（強襲科），為了追亞莉亞而轉學到東京武偵高中，文化科目與金次等人同班。
初時以男性身份登場，事實上卻是女性。被父親當成男孩養大，自稱亞莉亞的未婚夫，不過據亞莉亞所述，其實是亞莉亞的奶奶擅自訂下的婚約。與亞莉亞定下婚約的目的是希望借助福爾摩斯家的勢力挽救日漸衰敗的華生家，她本人明言對亞莉亞並無感情。由於父親十分嚴厲地禁止華生做出女性的行為，使她不敢以真實性別示人。
雖然華生家在貴族中地位下降（主要是秘密結社等地方得不到支持，可能是近年來其家族獨善其身而沒有對民間多做善事有關），但是從華生随意買下保時捷911（Carrera.Cabriolet）以及向東京武偵高中的捐款可見華生家依然是富甲一方。
有英國皇室御用武偵資格，具有治外法权，可在海外合法殺人。
歐洲最大共济会「自由石匠」的會員，約翰·華生的曾孫，家族歷史150年。
與梅亞一樣不知道加奈的真正性別。似乎在與金次見面前就已經和希爾達有過接觸。
通過各種手段漸漸孤立金次，然後擄走亞莉亞。後與金次在東京天空樹激戰，雖然已穿上全裝備、注射了“薄翳”，並乘機奪去金次的所有手槍彈匣和近戰武器，但最後仍然被金次以螺旋（子彈逸）擊敗。後還被希爾德的超高壓球狀閃電擊傷。
意外被金次發現其性別後，從此對金次抱著不清不楚的感情。第九卷時甚至希望金次為她進行「衝擊性治療（休克療法）」來治療恢復性別的恐懼，但在金次的不解風情下而不了了之。其後唯有改為她與金次兩個人關在房間裏，然後華生像女孩子進行「女生訓練」而金次則為了有男子氣而進行「男生訓練」，到時機成熟再進行衝擊性治療。
持有武偵醫師執照，擅長藥劑。曾幫助被打成重傷的希爾達動手術，並發誓要以取出的魔臟樣本研製出吸血鬼克制劑。
使用武器是袖槍SIG Sauer P226R手槍（槍械彈藥：9×19公釐帕拉貝倫彈）和一把小型的廓爾喀彎刀（第八卷被金次以蝴蝶刀折斷）。
玉藻
白面金毛的天狐，玉藻這個名字其實是天狐一族代代相傳的稱謂。在鐮倉時代的建仁二年（公元1202年）出生，實際年齡八百零八歲。
與遠山家的上一代、佩特拉的祖奶奶關係很好，也和星伽神社世代交好，因此加入與星伽有盟約的「師團」。具有豐富的關於色金的知識，一直以來都在監視著人類與色金之間的關係，暗中防備色金被人類濫用。習慣稱呼金次為「遠山」，總是覺得他過於急躁和信仰不夠。據文中所暗示也知道爆發模式。
初登場是以小學女生的形象出現，不過因為某種原因無法把耳朵與狐尾收起，所以多半挑夜晚行動，必須在白天出現時則會帶上帽子遮掩。
背著的書包其實是捐獻箱。自稱是神明，不過並不介意妖怪這個稱呼。
擁有極為強大的力量，其張開的大型驅魔結界可以維持很長的時間，連希爾達都感到忌憚。
在第八卷極東戰役中以獨立代表的身分加入「師團」。
在第九卷文化祭期間偽裝成武偵高中生。

### 魔女連隊
卡羯·格拉賽（本渡楓（CR緋彈的亞莉亞II））
黑暗魔女，德國人，歐洲黑暗組織「魔女連隊」代表。外號「厄水魔女」。
身穿漆黑的絲絨長袍，頭戴黑色尖帽與黑色童花頭，肩上停著一只大烏鴉，眼睛帶著胭脂色眼帶，繡有舊納粹徽章（黑色的「卐」字）。
與梅亞是死對頭，非常憎恨梵蒂岡。
極東戰役中代表魔女連隊加入「眷屬」，並在空地島順手牽羊亞莉亞的殼金後便下落不明。
在第十四卷末和佩特拉聯手帶領魔女連隊來襲，而且企圖引爆郵輪以毀滅香港。
新年後與來到法國的金次作戰，不過在阿尔卑斯山被他救助後有抱有好感，之後決定想把金次變成使魔打算拉進「眷屬」。
使用武器是鍍金魯格P08手槍（槍械彈藥是9×19公釐帕拉貝倫彈）和裝飾短劍。
伊碧麗塔・伊士特爾
黑暗魔女，德國人，歐洲黑暗組織「魔女連隊」的長官。
蕾芬潔

### 眷屬
希爾達
弗拉德之女，「伊・幽」主戰派領軍人物之一，外號「紫電魔女」。
平時化身為一個身穿白與黑為基調的可怕哥特式蘿莉衣服的金髮雙馬尾少女。
自我中心而且人格扭曲，抱持著舊世紀歐洲貴族的奇怪榮譽感，更稱不是貴族的人為「下賤的XX」。但亦由於其父親弗拉德，因而沒有任何結交男性的經驗。
在「伊・幽」瓦解之後，在第八卷極東戰役中帶領主戰派加入「眷屬」，因金次等三人打倒弗拉德，對他們抱有極大的恨意。
超能力者，基本能力是聚電，能使用電力操縱基本粒子。曾經從尼羅河裸臀魚上吸取一種發電基因，獲得了有電容納能力的勞倫茲尼細胞。原本作用有限又範圍夾窄的超能力在搭配發電能力以後就能產生攻擊用的粒子雷球，或是分解腳下的地面讓自己像影子一樣移動，這也讓她在做任何事時都很方便（搭飛機時藏在理子的影子中而不用付機票錢）。但事實上，裸臀魚無法長時間釋放大量電力，而她亦只能短時間處理超高壓電力，因此她需要藏於棺材內的大型变压器的輔助才能從城市電力網中奪取電力形成超高壓球狀閃電進行攻擊，而在操縱球狀閃電的時候必須絕對集中，否則反而會傷害自身。
她還有一種名為暗示術的古老催眠術，讓別人聽從自己的指示，忘卻一切。
魔臟部位是左右大腿、右胸下方與左側腹，不過其中一處被她以外科手術移到別處去了。
使用武器是鞭子、小型鏈鋸和金色的三叉枪。
憑藉夏洛克留下的「緋色研究」找到強行破解殼金七星的辦法，在第八卷空地島襲擊亞莉亞並使她的殼金七星分解離體。
第九卷中在東京天空樹頂部第二展望台與金次等人激戰，雖然被法化銀彈射穿雙翼並且被射穿魔臟，仍然以第三態繼續戰鬥。最後被理子以截短版溫徹斯特M1887霰彈槍擊中全身，並且被自身產生的超高壓球狀閃電“雷星”轟成重傷。後被華生以手術救回。血型和理子一樣是稀有的「克拉西茲—RiverB型」，在得知理子捐血救了自己之後便異常沉默。
在被金次等人打敗後，本人稱成為了戰俘，所以也會幫助師團。
麗莎·艾薇·杜·安克
金次遭師團懷疑為間諜而被全员追击的处境中遇到的少女，伊．幽殘黨主戰派代表，眷屬的代表戰士的一員，被指派只帶了一發高爆反坦克彈襲擊金次所在的酒店。
真正身份是「熱沃當之獸」的正体。
博識並且聰明伶俐，會多種語言，沒有相關戰鬥系的技能的知識，集合了除亞莉亞外的女主角的優點為一身（生活技能如白雪，忠心如蕾姬，有理子般的天真，貞德般的天然呆），擁有快速恢復的体質。
由於兩人都處於師團、眷屬追殺的狀況，而和金次逃到荷蘭。購買有同樣的效果的物品中都可以打折。在荷蘭的小村莊布爾坦赫城得到了夏洛克的條理預知助言下看見空中的遷徙蝶之時，認金次為其「主人」，對金次有極高忠誠度，不允許除了自己以外的人侍奉金次。
在金次被判死刑時不顧生命危險營救金次，因被莎拉貫穿心臟進入瀕死狀態達成其中之一的條件而變身為熱沃當之獸並喪失理性，最後受金次的愛感化並從宇宙降落到海洋。
極東戰役停戰之後跟著金次回到日本，並編入武偵高中2年A班（救護科）。
莎拉·漢
伊．幽殘黨主戰派的一員，通稱「颱風的莎拉」。蘇格蘭的義賊「羅賓·漢」的子孫，與祖先同樣擅使弓箭。
有著「巨觀預報」的能力，能夠預測自然物的大局動向，也可以看出動物或人的死期，命中率是100％。
極東戰役停戰成為鬼軍團雇用的傭兵。
原田静刃
參照「原田静刃」。
立花·冰焰·愛莉絲貝兒
《魔劍的愛莉絲貝兒》的女主角，眷屬所雇用的僱傭兵，通稱「魔剱」。
有著「獵巫魔女」之稱，能夠從遠方狙擊目標，甚至只用一招就讓梅亞失去作戰能力。
神和社家后裔，本家·立花家長女。獨有最新銳術式「荷電粒子炮」，沒有防御·回避的手段。

### GⅢ團體
GⅢ／遠山金三
前美國武偵，武偵等級爲R，智商為290，在非正式記錄上還在十一二歲的時候已經改寫了好幾次奧運記錄。擁有能變成「爆發模式」的基因。
真正身份為美國積極開發著各種新武器以下，美國研究機構「洛斯阿拉莫斯」展開對遠山金叉冠以黃金交叉（The Golden Cross，簡稱為『G』）的秘密計劃，以其DNA利用科學手段制造出來的人工生命「人工天才」（人型兵器）之一。他是高度（50％）繼承遠山金叉遺傳基因的『G系列』第三號。一開始是被當做成功的。在洛斯阿拉莫斯研究機構中展現出了能把教師當成學生的學習能力以及超人的運動神經。甚至能夠成為美國第44任總統贝拉克·奥巴马保镖。然而，在研究所內唯一溫柔對待他、而他所心愛的莎拉博士在訓練中發生事故而死以後，GⅢ一直認爲那是他的錯並從那個時候開始失常。一個月後逃離了研究所並僅憑空手讓戒備森嚴研究所裏所有全副武裝的軍人們都失去了戰力。此後，美國政府不斷派出一流殺手想要除掉GⅢ，結果為不是找不到GⅢ的藏身之地，就是找到的人全都臣服於其具有的某種領袖氣質且有著讓人不由向往的超凡魅力之下而變成了GⅢ的手下。結果發現繼續派殺手只會不斷增強其實力的美國政府都不得不中斷了暗殺計劃，轉而準備進行交涉及說服。
從洛斯阿拉莫斯逃出後表面上變為戰爭狂人，事實上他跟隨著莎拉博士的教誨——為拯救被惡人欺淩的弱者——而戰，在世界各地消滅了恐怖集團、海盜、人販子組織的武裝勢力，拯救了無辜的民衆。他相信只要展示出強大的力量就會成爲紛爭的抑制力。期間並沒有收取任何報酬。而英美則在GⅢ的目標符合國家利益的時候提供武器以及維護作為報酬。其後聽說色金的事情以後，更想得到色金的力量。企圖讓金次服從於他，並藉由亞莉亞緋光的力量使他可以干涉過去，讓莎拉博士復活。
由於是以遠山金叉的遺傳基因出來的制造出來的人工生命，因此亦是遠山金叉的兒子。隱藏在塗著的厚厚迷彩和HDM臉部背後，有著與金次極為相似的面貌（雖到不了雙胞胎程度），讓金次和GⅢ兩人看起來都是長得很像的兄弟。事實上，金次和GⅢ兩人幾乎是同時降生的，雖然未知到底是誰先生下來的（可能GⅢ才是哥哥）。
擁有能變成爆發模式的基因的他完全不依靠女性，而是透過接觸到美（如藝術）時腦中湧現出β內啡肽進入爆發模式。不論實物還是聲音，只要沒讓他感到厭煩就隨時都可以讓他進入爆發模式。他甚至知道其各個衍生型，但一開始都對於王者爆發模式並不完全了解。
因為洛斯阿拉莫斯研設計的植入在DNA中的防背叛系統『生命限制』，不定期攝取某種化合物就無法長期維持生命。直到找到番茄之中自然合成的果糖、番茄紅素等多種有機化合物在交叉耦合效應後產生的變異化合物為其所需化合物。在這以前與金次決戰前更將錢扔給其部下。
使用的武器是HK USP 45（槍械彈藥：.45 ACP，在多用途導軌上加裝近未來設計的制退器，但被GⅢ稱作「玩具」）、大型超硬合金戰術匕首和FIM-92C攜帶型防空飛彈。但就算武器眾多，他卻視其拳頭為主武器。另外GⅢ的齊肩沒有左臂，而他現在裝上了可自由操縱的高性能電子義肢。
實力深不可測，即使是能將每一名巴斯克維爾女性成員都壓倒性擊敗的GⅣ，在他一聲大喝要她服從命令時都不得不畏懼起來。
在宣戰會議時以一身小丑般誇張服裝的男子登場，認為在空地島上的不是強者而是跑腿，對各陣營挑釁要他們把最強的傢伙帶來，而他會把他們全部殺死，然後以光折射迷彩離開現場。因會議期間離開而被貞德·達爾克認為是無所屬。
之後再度現身並警告金次立即到科連特斯大廈7層室外水劇場。然而卻對於金次沒有啟動狂怒模式而感到失望，然後以光折射迷彩離開現場。並要遠山金次和GⅣ成為「雙極兄妹」才匯合。
第三度在金次面前現身以一身現代風格設計的漆黑裝甲連黑色大衣，並且向GⅣ（遠山金女）強行下令殺死巴斯克維爾小隊以至「師團」的人。期間為了把金女的人格變回GⅣ而斥責她的表現「不斷墮落成人」，並將企圖刺殺自己的理子打飛。在金次趕來以後將反抗的GⅣ重傷。其後與金次在加里奥上方的機翼上激戰。雖然將爆發模式提升到普通的100倍，但在生命限制侵蝕身體以下使用100倍爆發模式，對其神經增加負擔而終於咳血。在使用「流星」攻擊金次時被金次以「橘花—絕牢—櫻花」擊敗。戰前和戰鬥中兩度被金次識破，事實上是很會照顧別人的一個老好人，對陣金次隊伍和遠山金女都有手下留情，並沒有下殺手；而且自己一直覺得自己是人，來到日本是想來見金次和加奈。最後加里奥解體以前給金次降落伞，自己卻從約2,000米的高度墜下以後，再以與磁力推進纖維盾相同材料製造的大衣平安落地。
被金次撀敗以後將遠山金女（GⅣ）交給金次，而他本人則在加勒比海度假中並稱金次為哥哥。
之後與金女拜訪金次的老家並受到爺爺和奶奶的熱情歡迎。奶奶改稱其為「金三」（起初是因奶奶把GⅢ讀錯及他排老三），並加入師團。
金子
GⅢ的女裝扮，一頭金髮，五官兇悍形象的美女辣妹。
遠山金女／GⅣ
由洛斯阿拉莫斯國家實驗室人工製作的天才精英，擁有能變成「爆發模式」的基因。
首度登場時戴著紅色的抬頭顯示器，身上裝備著防護甲，帶上現代化戰術小刀以及數把刀劍類武器。
外表上是一個眼神犀利的美少女，有著動人的栗色頭髮，膚色比金次的淺，眼瞳為黑中帶藍。在金次第一次見到她的時候就從血緣方面感到是認識她，而且與他很近。不明的原因使她盡量回避接觸男性。出奇的是金次與她接吻卻不會啟動爆發模式。非常聰明，12歲時就已通過遠程教育從麻省理工學院畢業。
真正身份為美國積極開發著各種新武器以下，美國研究機構「洛斯阿拉莫斯」展開對遠山金叉冠以黃金交叉（The Golden Cross，簡稱為『G』）的秘密計劃，以其DNA利用科學手段制造出來的人工生命「人工天才」（人型兵器）之一。而她是高度（50％）繼承遠山金叉遺傳基因的『G系列』第四號。從懂事開始就已經學習握著匕首。曾多次作對手槍抗沖擊訓練及學習使用軍人、自衛官們以殺敵為目的刀術。在GⅢ逃離研究所時與其他人工天才一起隨他逃出。由於還在培養中，因而沒有在社會上留下過記錄。
由於是以遠山金叉的遺傳基因出來的制造出來的人工生命，因此是遠山金叉的女兒。由於比金次和GⅢ生的晚，所以自稱是金次的妹妹，並稱金次為哥哥。
喜歡吃太妃糖，事實上是因為洛斯阿拉莫斯研設計的『生命限制』。而她已經被判明在某種程度上可以用呋喃聚合物（焦糖）等中含有的化合物代用。
對金次有種扭曲異常得如病態般的愛，企圖與金次依靠彼此啟動爆發模式，成為史上最強的「雙極兄妹」。認為妹妹是最強的，兄妹之間是絕對牢固而且任何人無法插入的。家裏住著不是親人的女人是荒謬的事，只有親人才能住在家裏。揚言要殺掉接近他的女性。蔑稱亞莉亞、白雪、理子、蕾姬和貞德為矮冬瓜、裝清純、假仙鬼、沉默女和反串女。其後遇上華生後甚至有考慮要消滅其男性朋友們。但事實上連她自己也承認就是連愛該怎麽去做都不知道。
另一方面亦將GⅢ視為超人。從洛斯阿拉莫斯逃走開始就多次由GⅢ救下一命。和他的部下一樣有不惜犧牲性命的忠誠，相信能留在他身邊就代表理解他，甚至有為他而犧牲自己的覺悟。
使用武器是尖端科學兵裝，包括單分子震動刀（一把長度為1.5公尺、與使用者相當的長劍，外觀可說是日本刀與超大型戰術直刀的結合。在刀背與刀刃上可看到閃著熒光藍，刀刃上附著分子級線鋸狀碳原子鏈條並且如電鋸般旋轉，摩氏硬度為10，可說是用鑽石製成的電鋸，價值相當於一輛10式戰車；第十一卷被白雪和貞德以热胀冷缩原理破壞）、磁能推進纖維盾（外觀為珍珠色長方形布狀物體，使用角動升力粒子以提供升力，可說是邊緣帶著白光的細長的布，可防彈及切割物體；第十一卷被亞莉亞以粘著彈糾纏在一起不能使用）、電弧環刃（會產生一道約1米、比鞘更長的光之刃，很像星際大戰之中的光剑，有著撕裂地面並且有如熔岩般融化的威力；第十一卷被亞莉亞以粘著彈封住而不能使用）和行刑劍（劍脊為中空的，會發射耀眼藍光攻擊；第十一卷被蕾姬以巴雷特M82A1破壞），另外亦曾使用M67手榴彈。
九九藻
GⅢ的部下，和玉藻一樣長著狐狸一樣的尖耳朵。
全名為九九藻生稻，有兩位姐姐，名字為七九藻及八九藻。
雖然擁有讓人分不清是少年還是少女的俊俏外表，不過其實是女性。
使用武器為FN P90衝鋒槍（槍械彈藥：5.7×28mm）
安格斯
GⅢ的部下兼管家，原為美國政府派出想要除掉GⅢ，CAG（三角洲部隊）派遣的暗殺者，其後被GⅢ策反。為背挺不直的白人，操古式日语。
駕駛悍马將金次與受傷的巴斯克維爾女性成員駛回到學園島的武偵醫院夜間入口。
亞特拉士
GⅢ的部下，原為美國政府派出想要除掉GIII，美國陸軍特種部隊第七特殊部隊派遣的暗殺者，其後被GⅢ策反。
柯林斯
GⅢ的部下，原為美國政府派出想要除掉GIII，海豹部隊派遣的暗殺者，其後被GⅢ策反。
洛嘉
GⅢ的部下，原為在聯邦安全局的命令下派遣以挑戰GⅢ的暗殺者，其後被GⅢ策反。
馬許·羅斯福
LOO
高三米，全身武器的鋼鐵巨人。其左手裝上了M61火神式機砲。
實際上是人型陸戰兵器，由一位身份不明的小女孩駕駛。
人型陸戰兵器被亞莉亞擊毀後，駕駛者逃出並迅速離開會場。
基思
GⅢ的部下，臉頰上有彈痕的銀髮壯男。
原為KGB（蘇聯國家安全委員會）派遣的暗殺者，其後被GⅢ策反。

### 中國藍幫
曹操（眧眧）姊妹（聲：高野麻里佳（CR緋彈的亞莉亞II））
中國黑社會「藍幫」的成員，三国时期魏王曹操後代的四胞胎姐妹，特徵是黑髮並穿著中國民俗服裝。名字本為「兆兆」，但因中日語翻譯問題而訛成「眧眧」。
自稱「萬能的武人」（通稱「萬武」），其實是運用孫子兵法中的「勝戰計」，令金次他們一度誤以為眧眧一人擁有像「教授」的超人能力；但正如金次所述，一個人是不可能精通如此眾多技能的，事實上她們是四胞胎，各自有不同的專長。她們也是除了遠山金次和遠山金一以外少數知道爆發模式的人之一。
其中猛妹、炮娘和狙姊在修學旅行時曾用裝上冲锋枪的遙控直升機襲擊金次和蕾姬，後來用氣體炸彈令蕾姬受到重傷。
然後又在金次等人乘坐的新幹線列車希望246號車上安装了由氣體炸彈製作的「加速炸彈」，並威脅日本政府交出300億人民币贖金以及逼金次等人加入藍幫，否則將列車引爆以及將金次殺害。
在列車上激戰後，金次、亞莉亞和蕾姬在東京站逮捕猛妹、炮娘和狙姊三人，並將面臨綴梅子的審訊。炸彈則被趕到東京站以前的平賀文解除。之後藍幫透過繳交大量保釋金，將她們保釋出來。
但在十二卷末，最後一名眧眧－－機娘與諸葛靜幻以及孫悟空，在金次、GⅢ、玉藻面前出現。
狙姊
眧眧四姊妹中的長女，有優秀的狙擊能力，絕對半徑是2,180米的狙擊高手。
修學旅行Ⅰ中向金次和蕾姬狙擊，誘導他們進入森林進行持久戰，最後蕾姬向她發射閃光彈和音響彈以干擾其微光夜視儀和集音器才得以擺脫。
脅持新幹線事件中途乘坐AS365直升機降下新幹線列車參戰，後被蕾姬和亞莉亞擊退，但卻利用偽裝人偶假裝自己掉在小農田上。列車在東京站停站後再度出現，先瞄準金次並且企圖使蕾姬以其狙擊槍吞槍自殺。而在蕾姬自殺失敗以後企圖狙擊金次，但在金次使出子彈逸後再被蕾姬用跳彈擦過頭部的神经系统，並且被埋伏在車箱下面的理子擊敗而逮捕。
使用的武器是雷明登700步槍（槍械彈藥為：7.62×51毫米北約彈藥）。
炮娘
眧眧四姊妹中的次女，擅長手槍戰。
第二學期開幕式中和亞莉亞進行槍戰不分上下。
修學旅行Ⅰ時駕駛CRM250AR摩托車與狙姊襲擊金次和已受到重傷的蕾姬，但在趕來救援的白雪和風雪的攻勢下撤退。
脅持新幹線事件中和猛妹在新幹線列車上與金次對決，最後被亞莉亞和金次的連射擊敗並以其鋼索逮捕。
使用的武器是以色列軍事工業烏茲衝鋒槍（槍械彈藥：9×19公釐帕拉貝倫彈，可裝上消聲器）。
猛妹
眧眧四姊妹中的三女，擅長格鬥戰和炸彈戰術的專家，裸绞是其得意技。
以前是「伊・幽」的炸彈戰術講師，理子曾是她的學生。在「武偵殺手」的炸彈事件中教給理子用在金次自行車上的「減速炸彈」和徒手格鬥技的人就是猛妹。但亦被理子評為「守財奴」，因為她曾在伊・幽的目的是為了掙錢，正如她認為亂世是做生意的好機會一樣。
第二學期開幕式中，以香港留學生的身份和炮娘潛入武偵高中，並向金次施以奇襲在格鬥戰勝利。
修學旅行Ⅰ中狙姊向金次和蕾姬狙擊以後混進獵犬們的氣息掩護下接近蕾姬並且使用氣體炸彈令蕾姬受到重傷。
脅持新幹線事件之中襲擊了金次等人乘坐的列車，並向金次使出裸绞，但因及時趕來的蕾姬狙擊令其筋腱受傷，在被無力化後由亞莉亞逮捕。
使用的武器是偃月刀、鋼製戰扇和泡爆珠（氣体炸弹）。
機娘
眧眧四姊妹中的四女，戴著眼鏡。
不擅長戰鬥，多半負責車輛及武器開發等後援工作。
諸葛静幻
身著鮮豔中國民族服飾，圓眼鏡下有細長的雙眼。
香港黑社會「藍幫」的成員，三国时期蜀汉丞相兼政治家、军事家、发明家诸葛亮的子孫。
在極東戰役中代表藍幫加入「眷屬」，並空地島順手牽羊亞莉亞的殼金。
在十二卷中與機娘以及孫悟空在金次以及GⅢ、玉藻面前出現。
在和金次及理子進行茶會時告知自己身患絕症，及後把在空地島順手牽羊的殼金交還給金次，金次成功戰勝孫後表示藍幫會加入師團及協助金次等人。
猴
於十二卷末與機娘以及諸葛靜幻出現在金次以及GⅢ、玉藻面前的小女孩。
真正身份為「鬥戰勝佛」孫悟空。
據「孫」所述，身體成長到10歲就停止了。
擁有「猴」和「孫」兩種人格。「猴」的人格相當善良，能和任何人侃侃而談，是天真無邪的小女孩；「孫」這個好戰的人格是古代皇帝利用日本巫女秘術，將武神放入其身體所產生的。
因為佩特拉的道具而被藍幫操控，人格能被直接轉換為「孫」的人格。
身體相當靈活，也很擅長刀、槍、棍以及體術等各類武功。使用的武器是偃月刀。使用的攻擊方式是從右眼中射出類似激光（被玉藻稱如意棒）的攻擊，威力巨大，即使是穿戴高科技強化裝甲的GⅢ也被其一擊擊破。據玉藻的說法，即使連她可能也無法防禦下其攻擊。
院美詩

### 鬼一族
霸美
被屬下稱為「第六天魔王」的妖怪少女。
真正身份是鬼之一族。
閻
津羽鬼
壺

## 遠山家
遠山金叉
金次和金一的父親，日本引入武偵制度前，法務省直屬武裝檢察官，有「沉靜之鬼」（静かなる鬼）的稱號，已在任務之中殉职。本名在第十卷才首次提及。1989年亞洲S.D.A（日本稱為超人排行）排行中綜合評價第8位，並在當年登上了美國國防部回避敵對人物名單，興趣是將棋。
一名身高近兩米的壯漢，生前使用黑色沙漠之鷹手槍（槍械彈藥為.50 AE），其遺物由平賀文違法改造成「金次樣式」以後也被金次所使用。
據金次所述，儘管其職務為可以使用暴力，必要時甚至可以合法殺人，擁有「殺人執照」的武裝檢察官，他在生前從未殺過任何一人。
在當時關注美國國防部回避敵對人物名單的洛斯阿拉莫斯中，展開了對金叉冠以黃金交叉（簡稱為『G』）的秘密計劃，並成功得到了他的身體組織。
雖然在與茉斬戰鬥中被認定為殉職，但他死後有好幾次以假名進出美國的記錄，目前正隱身自己的存在。
遠山鐵
金次和金一的祖父。
前帝國海軍少尉與零戰的駕駛員。被撃墜後游一個月到舊日本布雷斯克島、隔天一人解決預計於三天後攻來的美軍登陸部隊300人的事蹟、以致於美國到現在還對遠山鐵抱有戒心、GⅢ也以敬意稱呼其為「Die Hard」的人物。
遠山雪津
金次和金一的祖母。
嫁入遠山家之前舊姓星伽，同時也是白雪祖母的姐姐。因為嫁入遠山家因此也掌握了相當一部分遠山家的武功。
遠山金天／GV
金次的第2個妹妹。10→11歲。生日7月15日。身高135公分。金叉的遺傳基因與某超能力者的基因組合出生的第二世代人工天才。
父系基因上與GⅢ（金三）和GⅣ（金女）一樣，母親又是完全不同的半妹。知道第一世代的GⅢ與GⅣ的存在，認識他們是到了日本之後。
戰鬥技能幾乎沒有，因為母系是超能力者的遺傳基因的影響有著極強的治癒能力。從出生開始就和亞莉亞一樣在心臟部位嵌入了色金，一種能操控三色金的人工反色金，只有用HSS強化過的思考能力才能控制；是為了操控其他色金持有者而誕生的存在。
洛斯阿拉莫斯的一次作戰中，因為知道了自己的作用而感到害怕而開始逃亡。找到了自認為唯一可靠的哥哥：遠山金次，金次賦予她名字：金天。日語精通，稱金次為“哥哥大人”，在受到金女嫁給哥哥的知識影響下，使金次非常困擾。
最後在金天爭奪戰中金女使用佩特拉製作的「佩特拉之鑰」停止她身體裡面的反色金的機能，使金天變成普通的女孩子。

## 福爾摩斯家
神崎香苗（聲：大原沙耶香）
亞莉亞之母，因不明原因被誣陷為武偵殺手，身負多件重罪，被判刑864年。雖然由亞莉亞上訴，但依然被判刑536年，然而她卻很平靜地「似乎早已料到了這一切」。
真相是因為她有研究緋緋色金，知道許多關於緋緋色金的知識緣故，日本政府為了得到它的相關知識，用許多罪狀當理由把她關起來。緋緋色金回到宇宙後日本政府受到星伽家的壓力下將她釋放出來。
梅露愛特·福爾摩斯
亞莉亞的同父異母妹妹，14歲。由於身體狀況不好，必須坐著輪椅行動。
與有著一半英國人血統的亞莉亞不同，是純種英國人，同時也繼承了曾祖父的推理能力。被稱為福爾摩斯再世。也有著類似於催眠高水準的教唆術，對於不喜歡的人，會對其使用這種教唆術，被施術者會做各種各樣奇怪的事，比如她會和對方進行一些會讓人產生自殺想法的對話，而且不會馬上起效，而是在過了幾天之後突然就會有自殺的想法。
曾就讀聖埃莉諾中學，但因為太過突出而常被霸凌，於是對她霸凌的人教唆她們不要來學校了，因此導致許多學生退學，學校最後不得不將梅露愛特開除，心裡留下了很大的陰影，所以極度討厭學校。
因為自己身體殘疾不能隨意四處移動，非常嫉妒身為姐姐的亞莉亞有健康的身體，所以常用自己的智力玩許多遊戲方式將姐姐所得到的東西搶到手和逼迫她做一些事情。
與金次初次見面時就展示出了驚人的推理能力，還用空氣槍給了金次一個下馬威，雖然梅露愛特雙腳不能走動，但坐在輪椅上的她竟然還會近身體術。金次為了知道色金的秘密，梅露愛特就採取「星星制度」，必須集滿十個星星才能告訴他色金的秘密。
使用裝上瞄準鏡的李-恩菲爾德步槍造型氣槍。

## 色金
緋緋色金／緋緋神
色金姐妹長女。數千年前她對人類的『熱情』所吸引，之後便不斷慫恿人類引起戀愛與戰爭。
色金本體為金色，兩千年前從地球墜落以來，被一直當作星伽神社的御神體。
瑠瑠色金／瑠瑠神
色金姐妹次女。本體附身在福特T型車內。
向金次們提出擊潰作為災厄的姊姊緋緋神，並讓金次拿走一部分的零件。
璃璃色金／璃璃神
色金姐妹三女。本體在兀魯斯的哈爾烏蘇胡的圓形湖湖底，被水藻覆蓋。
金色金
色金姐妹的母親。金次為了方便給便賦予這個名字。
本體在地球外漂流。

## 公安0課
獅堂虎嚴
伊藤可鵡韋
灘
大門坊
原田静刃
《魔劍的愛莉絲貝兒》的男主角，眷屬所雇用的僱傭兵，通稱「妖刕（ようとう）」。
與金次交戰時，因為金次沒有發動爆發模式，認為金次是假貨而放過了他。
妖刕使。通過兩把妖刕能補正大部分的行為并解放大約50%潛能，在自身化為第三把妖刕時更可做到100%解放，缺點是潛能解放只能維持三分鐘。（其實還有著以死為代價解放最多300%潛能的手段，但他似乎還未掌握）
使用槍械為8.375寸槍管的金牛座蠻牛型左輪手槍（槍械彈藥：.454卡蘇爾）和槍托截短的溫徹斯特M1887霰彈槍。
鵺

## Nautilus/N
莫里亞蒂
尼莫·林卡倫（聲：春野杏）
帶著軍帽的淺藍髮雙馬尾少女。國籍法國。15歲。魔力在G20以上的超超能力者。被稱為“化可能为不可能的女人（可能を不可能にする女）”，是與金次成對的存在。
外觀和聲音像是十歲一般，說話方式卻有一種成人的知性。平時穿著一套稍嫌大件的古老軍服，海軍帽的帽檐陰影幾乎要蓋住眼睛，帽檐上有一枚帽章。
左眼可以射出蓝色的雷射。能够对自己和他人使用阳位相跳跃（瞬间移动），无需本人在现场，也无需瞄准。能力来源于莫里亚蒂教授对琉琉色金进行的“琉色的研究”，可以單方面通過琉琉色金獲得魔力。
手上代表在N中的地位的戒指是金色。
伊藤茉斬
黑色長髮的女性。可鵡韋的姊姊。
古蘭督卡
伊歐
瓦爾基麗雅
墨丘利
能夠變形的金屬
恩蒂菈
萜萜蒂、列萜蒂
阿斯庫勒庇歐斯
小城優子
海卓拉
乙葉瑪莉亞／有馬鳩雄

## 阿尼亞斯學院
堀江美由紀
阿尼亞斯學院校長。女性。34歲。
安達米澤麗
阿尼亞斯學院學生三年級女學生，班級為星組。一頭金髮，瞳孔的顏色是葡萄色。擔任雙與會會長。

## 本篇其他人物
莎拉博士
負責GⅢ教育的博士，亦是他所愛的女人。
外表上是個身著白色大衣，面帶溫和笑容的二十歲出頭的知性白人女子，眼中卻帶著少女般的純真。
在GⅢ 14歲時從哈佛大学醫學部調來洛斯阿拉莫斯，是研究所中唯一一個溫柔對待GⅢ的人。她純粹的相信人工天才帶來的紛爭抑制力。
然而她在GⅢ訓練中發生了事故，在研究所內去世。
霍華德
英國王子。
很中意亞莉亞，打算和她結婚。是第8順位的繼承人。
使用武器為威伯利Mk VI左輪手槍（槍械彈藥：.455威伯利）
龐德·賽恩
英國MI6的00系列第七號。
使用武器為格洛克18全自動手槍（槍械彈藥：9×19公釐帕拉貝倫彈）和HK MP5K衝鋒槍（槍械彈藥：9×19公釐帕拉貝倫彈）
山根雲雀
穿著整齊女西裝的女性，身高170公分。雖然是高中生但也是「文秋周刊」的記者。
貝瑞塔·貝瑞塔
皮埃特羅·貝瑞塔武器製造廠股份公司的千金，就讀於羅馬武偵高中的學生，專門科目是車輛科。是亞莉亞在羅馬武偵高中就讀時的摯友。身高141公分如同幼兒體型。
喜歡日本動畫並對日本文化有興趣，因為這樣而知道（H.S.S.模式）金次的事而愛慕他，向公司諫言給他獎學金，不過由於他留級在公司立場變得危險，金次一到羅馬就拘禁他並逼迫他返還債務。
安潔麗卡·斯坦
英國的武偵，亞莉亞在倫敦武偵高中時代的戰姐。
阿久津珠穂
阿久津武偵事務所的社長。
須坂景
阿久津武偵事務所的副社長。
ZII
黑色頭髮綁成雙馬尾的少女。身高140公分。第二代人工天才，試製品中的成功案例一人。
在洛斯阿拉莫斯作為金天（GV）的護衛，保護金天體內的反色金不被奪取，金天逃到金次身邊之後開始與他接觸。
有斯巴達後代的遺傳基因，透過外露的肌膚就能提高吸收能力的體質，被稱為CSS（Caderia Spartan Syndrome），還有透過大氣中不斷吸收力量可施展大火力的魔術。
女將（聲：堀江由衣）
動畫第13話登場。

## AA主要登場人物
間宮明（聲：佐倉綾音）
原作小說的漫畫版外篇《緋彈的亞莉亞AA》中的主角，在原作小說中亦有登場。
東京武偵高中1年A班強襲科，等級原為E級，之後通過D級測試。於第2學期期末審核結果中，晉升為C級。
因為相當仰慕亞莉亞而進入強襲科，並以亞莉亞作為自己成為一流的武偵目標，後來達成「戰姐妹契約」的條件成為了亞莉亞的戰妺。
比亞莉亞更矮的高中生，而頭髮也是短雙馬尾，顯得非常孩子氣，有輕微的天然呆，典型的冒失娘。
與火野萊卡、佐佐木志乃與島麒麟在4對4實戰訓練中組成一班，之後四人便常一同行動。
事實上是身懷古代朝廷密探「間宮一族」家族直傳暗殺術，但因抗拒殺人術而刻意不使用，她覺得一出手就直取對手要害，不是身為武偵該有的行為。在校學業與實戰技能成績均不佳。
對金次在亞莉亞身邊反感，還跟遠山金女（GⅣ）組成「不讓金次與亞莉亞接近同盟」。
與亞莉亞個性極為相似。
據風魔陽菜所述，她看來在一年級中是個相當受期待的潛力股。
使用的武器是以色列軍事工業微型烏茲衝鋒槍（槍械彈藥：9×19公釐帕拉貝倫彈）以及一把彈簧刀。
間宮家與遠山家也是在某種程度上有關係，金次使用的部分近身技或防身術是從間宮家學來的。
佐佐木志乃（聲：茅野愛衣）
東京武偵高中1年A班偵探科，等級為B級。
原作小說的漫畫版外篇《緋彈的亞莉亞AA》中的角色。
父親為武裝檢察官，家境優渥、容姿端麗的大小姐，間宮明里的好友之一。對明里抱持著一般好友以上的感情。
為日本傳說劍術家佐佐木小次郎的子孫。
與白雪締結戰姊妹契約，似乎各方面都深受白雪的影響，學會使用各種器材跟蹤與偷拍明里。
自稱不擅長使用槍械，主要武器為日本武士刀、西洋風格的軍刀與「物干し竿」（大太刀），使用家傳「巖流」居合術，包括著名劍技「燕返（燕返し）」以及其衍生型「飛燕返（飛燕返し）」。
火野萊卡（聲：M・A・O）
東京武偵高中1年A班強襲科，等級為B級。
原作小說的漫畫版外篇《緋彈的亞莉亞AA》中的角色，在原作小說中亦有登場。
間宮明的好友，擅長CQC格鬥術，被亞莉亞稱讚過相當具有資質。
近身格鬥技巧在班上名列前茅，甚至勝過大部分男同學，因此有「男人婆」的稱號，被班上男同學私下票選為最不想與她交往的女性第一名。
與帥氣的外表不符，喜歡可愛的事物、服裝與少女漫畫。
在半不情願的情況下與島麒麟締結戰姊妹契約，但當麒麟與前戰姊理子親近時會吃醋。
使用武器為雷明登ACR突擊步槍（配上M203榴彈發射器）與格鬥刀。
高千穂麗（聲：布萊德庫特·莎拉·惠美）
東京武偵高中1年C班強襲科，等級為A級。
原作小說的漫畫版外篇《緋彈的亞莉亞AA》中的角色。
曾向亞莉亞提出締結戰姊妹契約的請求，因無法達成條件而失敗，仇視成為亞莉亞戰妹的明里。
在4對4實戰訓練中與明里等人敵對，被打敗後對明里改觀，渴望成為明里的朋友。
使用武器為加裝木製槍托的儒格超級紅鷹左輪手槍（槍械彈藥：.44麥格農）和击剑。
島麒麟（聲：悠木碧）
東京武偵高中初中部3年級特殊搜查研究科，等級為C級。
原作小說的漫畫版外篇《緋彈的亞莉亞AA》中的角色。
外表嬌小可愛的美少女，曾與理子締結戰姊妹契約，跟理子學習打扮與中國武術的防身術。
曾遭到綁架，被萊卡救出對其產生愛慕情感，經過試煉後兩人成為戰姊妹。
有兩位長得和她極為相似的親姊妹—珊瑚（隸屬星座小隊）和苺。
使用武器為兩把掌心雷小型手槍與柯爾特蟒蛇左輪手槍（槍械彈藥：.357麥格農，藏在玩偶裡）。
櫻
東京武偵高中初中部3年級強襲科，等級為B級。
原作小說的漫畫版外篇《緋彈的亞莉亞AA》中的角色。

為一名架橋生，平時於其他組織（警察機關）研修。
成績優秀，運動神經出眾，父親還是麻布警察署的署長，此外，戰鬥訓練沒有敗績，無遲到不缺席，是個在經歷上從未有過失敗和失誤的完美主義者，有著「『擁有一切』的櫻」的稱號。
也在「魔劍的愛莉絲貝兒」中登場，是獅堂虎嚴的駕駛。
使用武器為史密斯威森M60左輪手槍（槍械彈藥：.38 Special）、手銬、警棍。

## 名古屋武偵女子高中
間宮日
名古屋武偵女子校1年級，強襲科。明里的表姊妹。間宮一族的分家「宵座」出身。
間宮希海
名古屋武偵女子校的學生，強襲科。日里的同父異母姊姊。
間宮兒玉
名古屋武偵女子校的學生，強襲科。日里的妹妹。
鯱國子
名古屋武偵女子2年級的「軍紀委員長」，會給予戰敗的學生制裁。擁有跟亞莉亞相似的外型。性格非常好戰。
為了制裁輸給明的日里等人而來到東京，但被亞莉亞跟蕾姬阻止，並慘敗給亞莉亞。之後對亞莉亞一見鍾情。
武極昴
向那那子

## AA其他登場人物
間宮乃乃香（聲：水瀨祈）
『AA』篇登場。明里的親妹妹，國中生。
間宮美鈴（聲：早水理沙）
『AA』篇登場。明里與乃乃香的母親。
愛澤湯湯、愛澤夜夜（聲：麻倉桃、橋本千波）
東京武偵高中1年C班，強襲科。
跟隨在高千穗麗身後的雙胞胎跟班。
使用的武器是MAC-11衝鋒槍（槍械彈藥：.380 ACP）。
夾竹桃（聲：堀江由衣）
於漫畫版外篇《緋彈的亞莉亞AA》中登場，在原作小說中亦有登場。與理子、貞德隸屬於「伊・幽」鑽研派，外號「魔宮之蠍」，是個使用猛毒的高手，本名鈴木桃子，在十二卷中以“桃子”暱稱。AA漫畫第56話透過司法交易成為明里的同學，屬鑑識科。
喜好百合（但根據十四卷理子的發言來看，似乎也喜歡BL），並以「Christine桃子」為筆名製作自己的同人誌，居住於「LAST DANCE」飯店的403號房（武偵殺手事件時也住在此處）。
身材嬌小，會把水手服當作日常的衣著，留著一頭如同日本人偶的整齊長黑髮，實際年齡是24歲，東京大學藥學部畢業，個性陰沉，面無表情，常常拿著菸斗模仿吸菸。
是一位畫漫畫高手，在「伊・幽」瓦解之後，協助並教導理子和貞德畫漫畫。
疑似於十九卷與梅露愛特相見
在AA動畫中，有一名姐姐叫水蜜桃，年齡不詳，武器為伊.U開發的新型裝甲，似乎喜歡吃零食
使用武器是手攜型M134迷你砲機槍（發射7.62×51毫米弱裝彈以減低後座力，但同時也降低了殺傷力）並擅長施毒
水蜜桃（聲：齊藤千和）
《緋彈的亞莉亞AA》動畫版登場，年齡不詳，本名鈴木密子，夾竹桃的姐姐。與妹妹夾竹桃同屬於「伊・幽」，武器「伊・幽」開發的新型裝甲，比起妹妹夾竹桃，個性比較暴躁，容易做出誇張的事情來，似乎喜歡吃零食。